# Molly Rankin (Schauspielerin)
Molly Rankin, bürgerlich Mary Aileen Fraser Rankin (* 17. August 1905 in Alyth, Perth and Kinross, Schottland; † 4. März 1981 in Hendon, Middlesex, England), war eine britische Schauspielerin.

## Leben
Molly Rankin war die Tochter von Hugh Fraser Rankin und dessen Frau Margaret Elizabeth, geborene Ramsay. Nach der Schulausbildung in Edinburgh absolvierte sie ihre Schauspielausbildung an der Royal Academy of Dramatic Art in London, wo sie neben einem Stipendium auch mit der Bancroft Gold Medal ausgezeichnet wurde.

## Theater
Ihr Bühnendebüt hatte sie im Mai 1925 am Oxford Playhouse in der Rolle der „Maude Fulton“ im Stück Caroline. In dieser Rolle trat sie mit dem Ensemble in der Saison auch am Festival Theatre in Cambridge auf. 1926 spielte sie in Stratford-on-Avon und 1928 erstmals in London, als „Christine Linde“ in A Doll's House von Henrik Ibsen am damaligen Kingsway Theatre, das 1882 als Novelty Theatre eröffnete, gefolgt von zahlreichen weiteren Bühnenrollen.

## Filmografie (Auswahl)
- 1939: The Torchbearers (Fernsehfilm; adaptiert nach George Kelly von W. Grahame Browne)
- 1939: Private Lives (Fernsehfilm; adaptiert nach Noël Coward)
- 1940: Return to Yesterday (Spielfilm; Regie: Robert Stevenson)
- 1948: Bonnie Prince Charlie (Spielfilm; Regie: Anthony Kimmins; uncredited: Alexander Korda, Leslie Arliss und Robert Stevenson)
- 1951: BBC Sunday Night Theatre – The Voysey Inheritance (Fernsehserienepisode; Regie: Harley Granville-Barker)
- 1951: BBC Sunday Night Theatre – Escape (Fernsehserienepisode; Regie: John Galsworthy)
- 1953: The Honours of Scotland (Spielfilm; Regie Robert Kemp)
- 1955: Terminus – Hour of Decision (Fernsehserienepisode; Regie: Lester Powell)